# Спогади про Марні
«Спогади про Марні» (яп. 思い出のマーニー, Omoide no Mānī) — японський аніме-фільм, знятий Хіромаса Йонебаясі за романом «Коли Марні була поруч» Джоан Ґ. Робінсон 1967 року видання. Світова прем'єра стрічки відбулась 28 січня 2015 року на Роттердамському міжнародному кінофестивалі.

## Голосовий акторський склад
- Сара Татацукі — Анна Сасакі
- Касумі Арімура — Марні
- Хана Суджісакі — Саяка
- Хітомі Курокі — Хісако
- Нанако Мацусіма — Йоріко Сасакі
- Сусуму Теразіма — Кійомаса Ойва

## Визнання
| Нагороди та номінації фільму «Спогади про Марні» | Нагороди та номінації фільму «Спогади про Марні» | Нагороди та номінації фільму «Спогади про Марні»         | Нагороди та номінації фільму «Спогади про Марні» | Нагороди та номінації фільму «Спогади про Марні» | Нагороди та номінації фільму «Спогади про Марні» |
| Рік                                              | Кінопремія / Кінофестиваль                       | Категорія / Нагорода                                     | Номінант                                         | Результат                                        | Дж                                               |
| ------------------------------------------------ | ------------------------------------------------ | -------------------------------------------------------- | ------------------------------------------------ | ------------------------------------------------ | ------------------------------------------------ |
| 2015                                             | Єрусалимський міжнародний кінофестиваль          | Нагорода молодіжного журі за найкращий анімаційний фільм | «Спогади про Марні»                              | Номінація                                        |                                                  |
| 2015                                             | Сієтлський міжнародний кінофестиваль             | Нагорода за найкращий сімейний фільм                     | «Спогади про Марні»                              | Перемога                                         |                                                  |
| 2015                                             | Премія Японської кіноакадемії                    | Найкращий анімаційний фільм                              | «Спогади про Марні»                              | Номінація                                        |                                                  |
| 2016                                             | 88-ма церемонія вручення нагороди «Оскар»        | Найкращий анімаційний повнометражний фільм               | «Спогади про Марні»                              | Номінація                                        | [ 4 ]                                            |